# Agama (zoologia)
Agama Daudin, 1802 è un genere di lucertole africane della famiglia Agamidae.
Sono specie insettivore dotate di lunghe code e spesso vivacemente colorate.
Una delle specie più note e diffuse è l'agama comune (Agama agama).

## Tassonomia

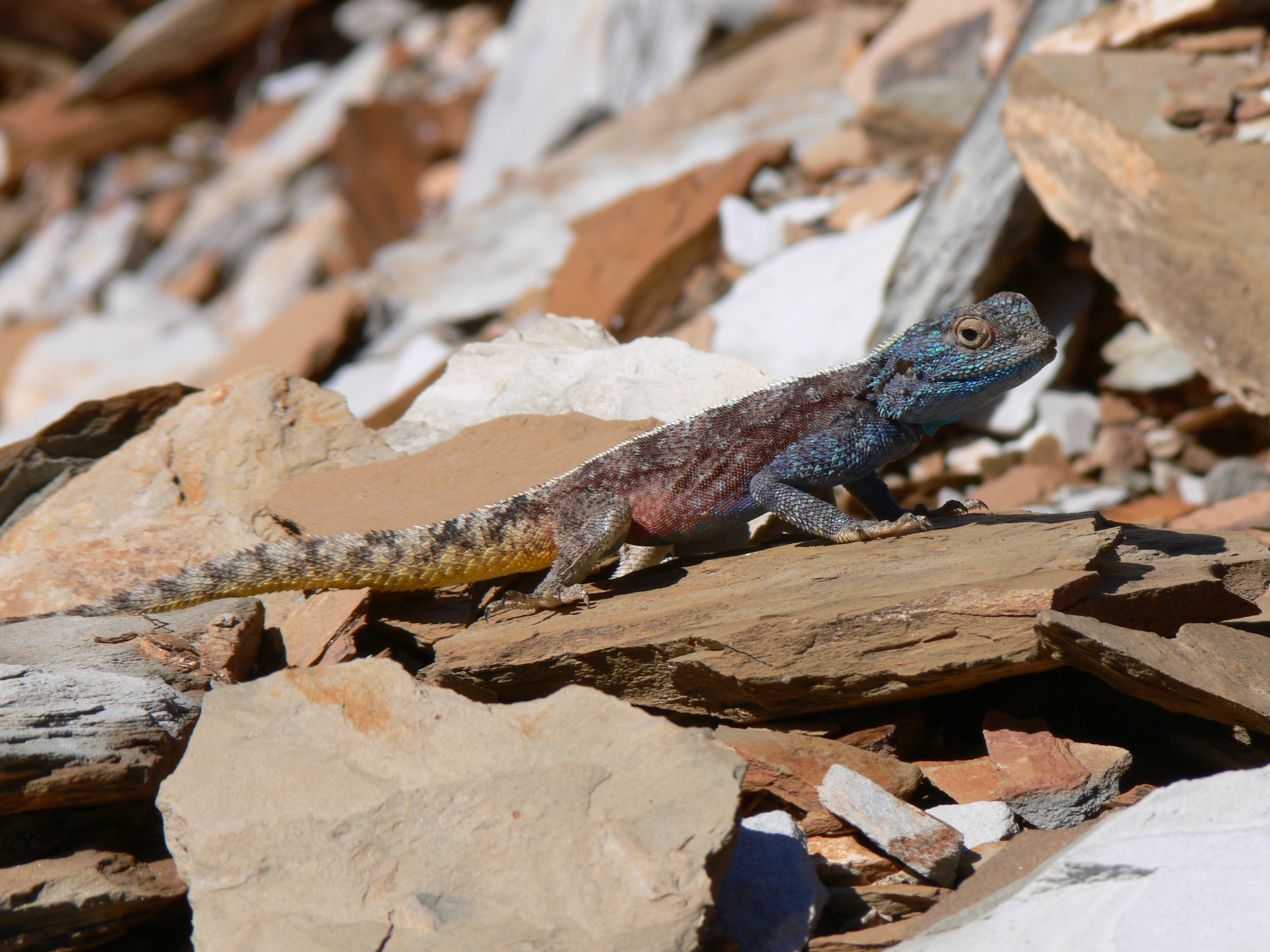
Agama atra

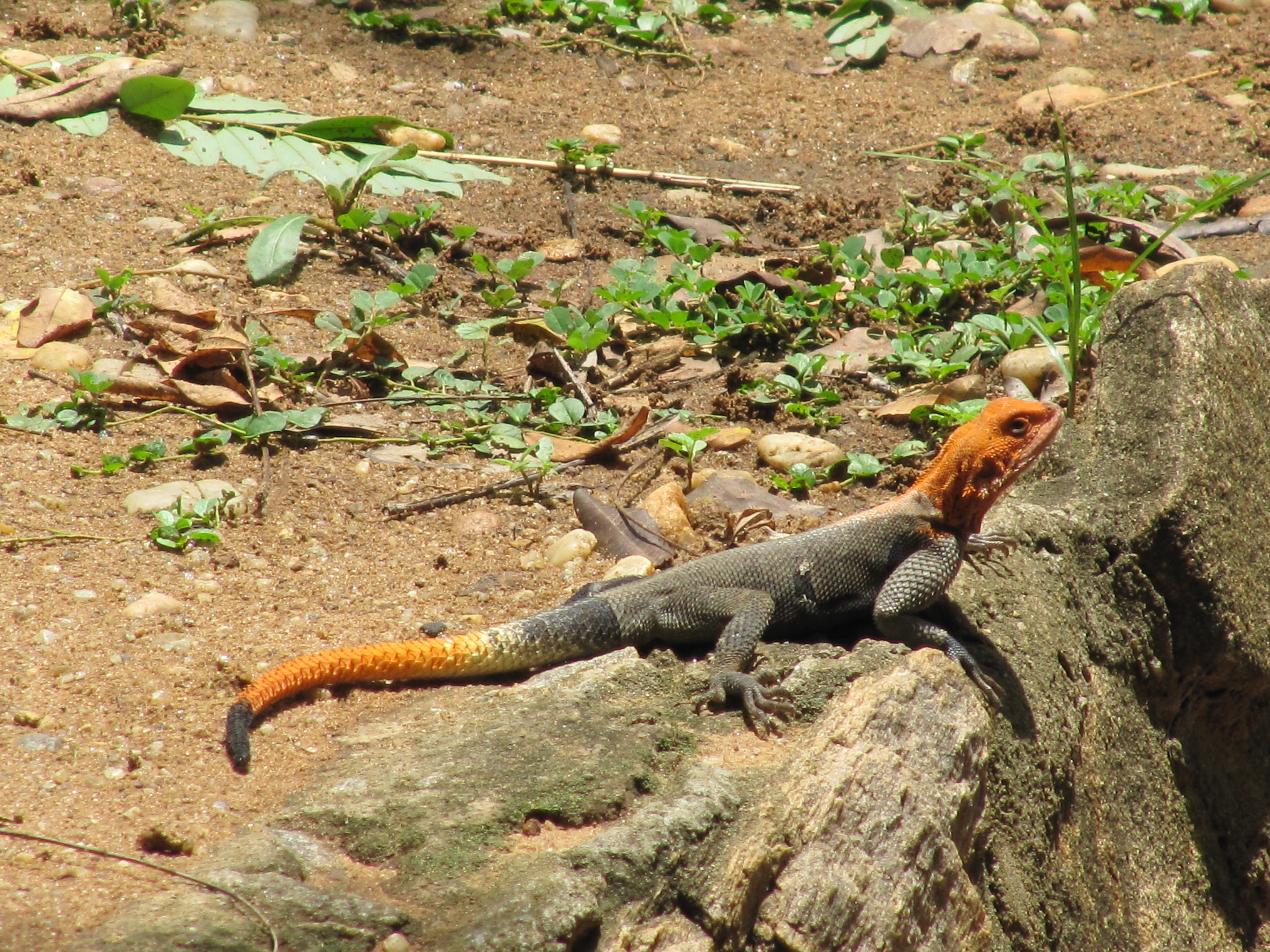
Agama lionotus

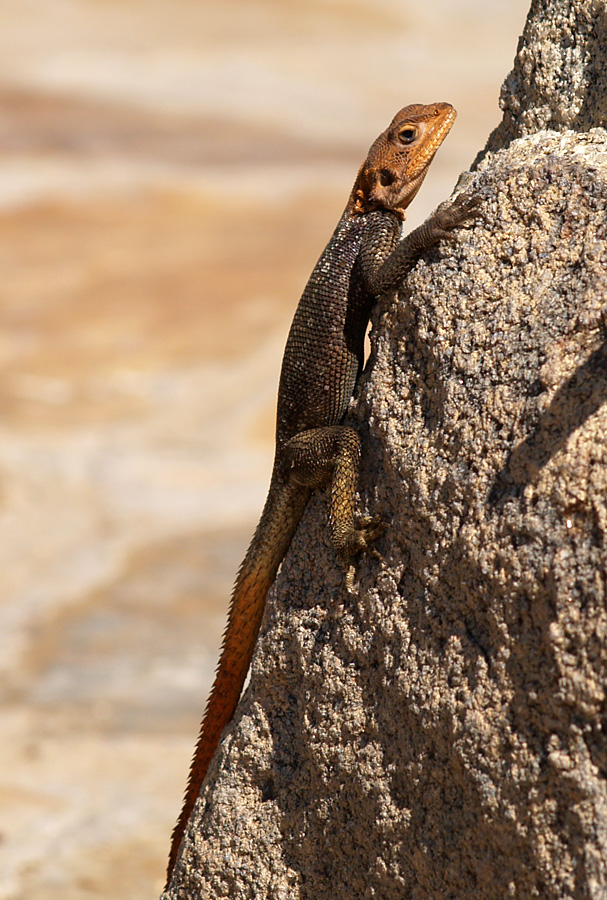
Agama planiceps

Il genere Agama comprende le seguenti specie:
- Agama aculeata Merrem, 1820
- Agama africana (Hallowell, 1844)
- Agama agama (Linnaeus, 1758) - agama comune
- Agama anchietae Bocage, 1896
- Agama armata Peters, 1855
- Agama atra Daudin, 1802
- Agama bocourti Rochebrune, 1884
- Agama boensis Monard, 1940
- Agama bottegi Boulenger, 1897
- Agama boueti Chabanaud, 1917
- Agama boulengeri Lataste, 1886
- Agama caudospinosa Meek, 1910
- Agama cristata Mocquard, 1905
- Agama doriae Boulenger, 1885
- Agama etoshae Mclachlan, 1981 - agama di Etosha
- Agama finchi Böhme, Wagner, Malonza, Lötters & Köhler, 2005
- Agama gracilimembris Chabanaud, 1918
- Agama hartmanni Peters, 1869
- Agama hispida (Kaup, 1827)
- Agama impalearis Boettger, 1874
- Agama insularis Chabanaud, 1918
- Agama kaimosae Loveridge, 1935
- Agama kirkii Boulenger, 1885
- Agama lanzai Wagner, Leaché, Mazuch & Böhme, 2013
- Agama lebretoni Wagner, Barej & Schmitz, 2009
- Agama lionotus Boulenger, 1896
- Agama lucyae Wagner & Bauer, 2011
- Agama montana Barbour & Loveridge, 1928
- Agama mossambica Peters, 1854
- Agama mucosoensis Hellmich, 1957
- Agama mwanzae Loveridge, 1923
- Agama parafricana Trapé, Mediannikov & Trapé, 2012
- Agama paragama Grandison, 1968
- Agama persimilis Parker, 1942
- Agama planiceps Peters, 1862
- Agama robecchii Boulenger, 1891
- Agama rueppelli Vaillant, 1882
- Agama sankaranica Chabanaud, 1918
- Agama somalica Wagner, Leaché, Mazuch & Böhme, 2013
- Agama spinosa Gray, 1831
- Agama sylvana Macdonald, 1981
- Agama tassiliensis Geniez, Padial & Crochet, 2011
- Agama turuensis Loveridge, 1932
- Agama wagneri Trapé, Mediannikov & Trapé, 2012
- Agama weidholzi Wettstein, 1932